# Arpela
Arpela är en tätort (finska: taajama) i Torneå stad (kommun) i landskapet Lappland i Finland. Vid tätortsavgränsningen 31 december 2012 hade Arpela 296 invånare och omfattade en landareal av 1,69 kvadratkilometer.
Arpela tillhörde Nedertorneå kommun innan den uppgick i Torneå stad den 1 januari 1973.

## Befolkningsutveckling
| Befolkningsutvecklingen i Arpela 1960–2012 | Befolkningsutvecklingen i Arpela 1960–2012 | Befolkningsutvecklingen i Arpela 1960–2012 | Befolkningsutvecklingen i Arpela 1960–2012 | Befolkningsutvecklingen i Arpela 1960–2012 |
| ------------------------------------------ | ------------------------------------------ | ------------------------------------------ | ------------------------------------------ | ------------------------------------------ |
|                                            |                                            |                                            |                                            |                                            |
| År                                         |                                            |                                            | Folkmängd                                  | Landareal (km²)                            |
| 1960                                       | 1960                                       |                                            | 503                                        | 2,75                                       |
| 1970                                       | 1970                                       |                                            | 439                                        | 2,75                                       |
| 1980                                       | 1980                                       |                                            | 328                                        | 2,8                                        |
| 2012                                       | 2012                                       |                                            | 296                                        | 1,69                                       |